# هوی متال (مجله)
هوی متال یک مجله کمیک علمی‌تخیلی و فانتزی آمریکایی است که در سال 1977 شروع به انتشار کرد. این مجله در درجهٔ اول به دلیل ترکیبی از فانتزی تاریک / علمی تخیلی ، شهوانی و کمیک‌های استیمپانک شناخته شده است.
بر خلاف کتاب‌های کمیک سنتی آمریکایی آن زمان که توسط مرجع محدودکننده کد کمیک محدود شده بودند، هوی متال دارای محتوای صریح بود. این مجله عمدتا به عنوان ترجمه مجاز مجله علمی-فانتزی فرانسوی Métal hurlant شورع به کار کرد از جمله آثار انکی بلال ، فیلیپ کازا، گیدو کرپاکس، فیلیپ درویه ، ژان کلود فارست ، ژان ژیرو (معروف به ژان ژیرو)، شانتال مونتلیه و میلو مانارا.
وقتی که کوین ایستمن، کاریکاتوریست/ناشر امریکایی این مجله را دید، هوی متال هنر اروپایی را منتشر کرد که قبلاً در ایالات متحده دیده نشده بود، و همچنین یک حساسیت کمیک زیرزمینی را نشان داد که با این وجود «به اندازه برخی از کمیک های زیرزمینی خشن یا افراطی نبود. اما... قطعاً برای خوانندگان مسن تر در نظر گرفته شده است." 